# Heribert A. Hilgers
Heribert Augustinus Hilgers (* 8. Oktober 1935 in Köln-Lindenthal; † 6. Dezember 2012 in Köln) war ein deutscher Philologe, Sprachwissenschaftler, Autor, Hochschullehrer an der Universität zu Köln und Fachmann für ripuarische Dialekte und insbesondere das Kölsche.

## Leben

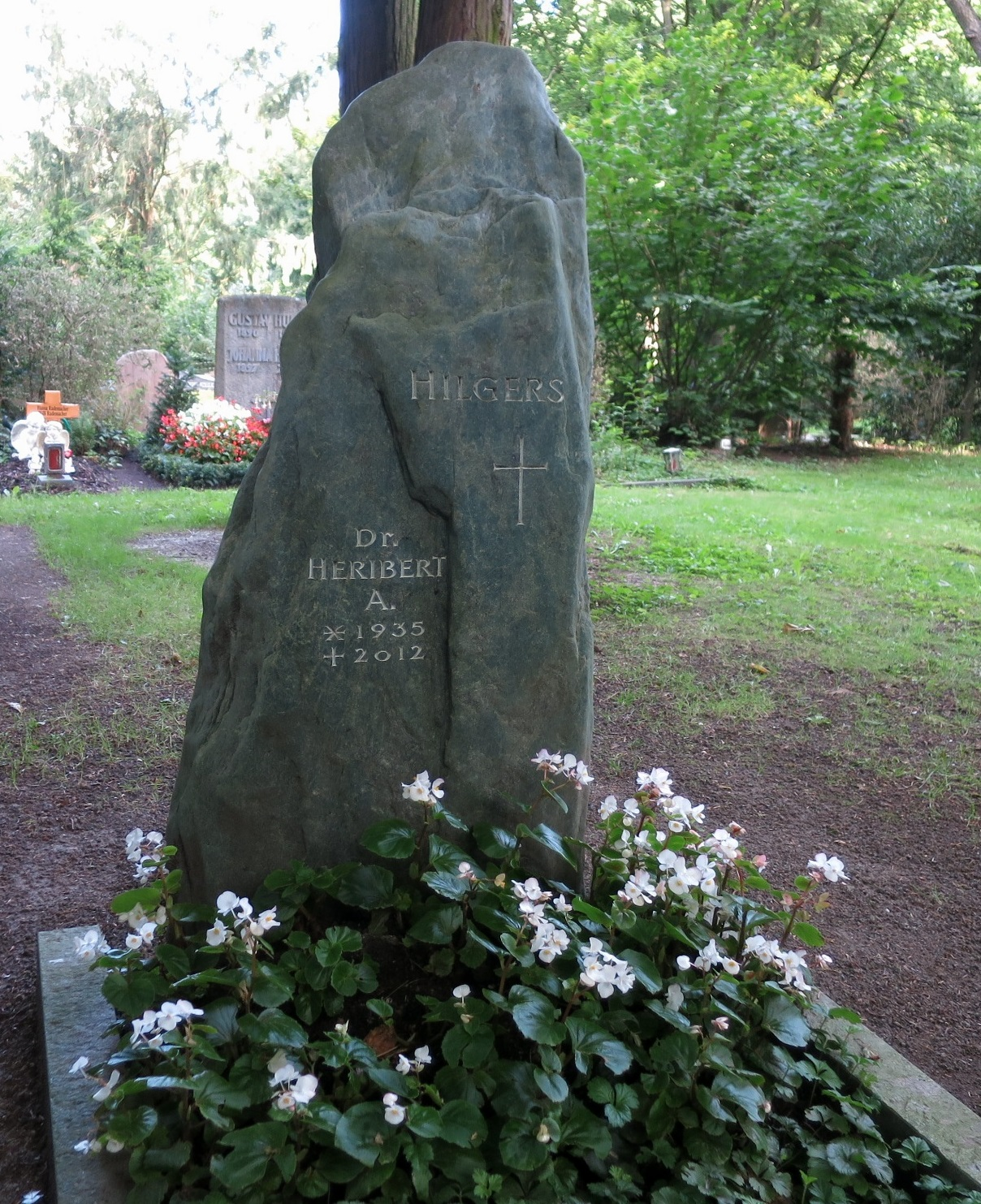
Heribert A.Hilgers – Grab auf dem Kölner Südfriedhof

Aufgewachsen ist Heribert A. Hilgers in Köln-Sülz. Er machte sein Abitur am Apostelgymnasium Er studierte in Köln und Tübingen Deutsch und Latein und schloss mit dem Staatsexamen ab. Von 1971, dem Jahr seiner Promotion, bis 1997 führte er die Geschäfte der Philosophischen Fakultät der Universität. Er wirkte als Privatdozent am Institut für Deutsche Sprache und Literatur I der Universität, zuletzt als akademischer Direktor, sowie im akademischen Prüfungsamt der Fakultät, lange als dessen Leiter. Mit seinen Beiträgen zur kölnischen Sprach- und Literaturgeschichte, die auch regelmäßig von der Kölner Presse aufgegriffen wurden, war er weit über die Universität hinaus bekannt.
Hilgers war im Beirat der Akademie för uns kölsche Sproch und von 1980 bis 2004 Vorsitzender des Heimatvereins Alt Köln, wo er insbesondere die Aufführungen der Kumede unterstützte.
Seine Grabstätte befindet sich auf dem Kölner Südfriedhof (Flur 27 Nr. 807). Sie liegt neben dem Grab seines Freundes Henner Berzau.

## Ehrungen
Hilgers war Träger des Rheinlandtalers, erhielt 1995 das Bundesverdienstkreuz und 2001 die Franz-Peter-Kürten-Auszeichnung für besondere Verdienste um die rheinische Mundartliteratur und das rheinische Brauchtum.

## Veröffentlichungen (Auswahl)
- Die Überlieferung der Valerius-Maximus-Auslegung Heinrichs von Mügeln. Vorstudien zu e. krit. Ausg. (= Kölner germanistische Studien. Band 8). Böhlau, Köln / Wien 1973, ISBN 3-412-00573-8 (Zugleich: Köln, Univ., Philos. Fak., Diss. 1971).
- als Hrsg.: Dem Här zo Ihre. das erste „kölsche Jebettboch“. ISBN 3-7616-0645-1.
- Die drei Kometenstrophen Heinrichs von Mügeln in einer Handschrift des Matthias von Kemnat. In: Zeitschrift für deutsches Altertum und deutsche Literatur. Band 108, 1979, S. 414–421.
- Tore und Türme. Bild-Dokumentation zu der Medaillenserie „Kölner Stadttore“. Kreissparkasse Köln (etwa 1987).
- Alaaf! Ein Kölner Hochruf. Greven-Verlag, Köln 2009, ISBN 978-3-7743-0427-7.
- als Hrsg.: Henner Berzau: Das Henner-Berzau-Buch. ausgewählte Lieder und andere kölsche Texte (= Beiträge zur kölnischen Geschichte, Sprache und Eigenart. Band 75). Heimatverein Alt-Köln, Köln 2004, ISBN 3-9806384-9-9.